# Deindividuation
Deindividuation bezeichnet das Phänomen, dass ein Individuum, wenn es sich in einer bestimmten Situation in einer Gruppe befindet, weniger stark entsprechend den gesellschaftlichen Verhaltenseinschränkungen handelt, als wenn es alleine in der Situation ist.

## Definition
Die Sozialpsychologen Aronson, Wilson und Akert definieren die Deindividuation als ein Lockern der normalen Verhaltenseinschränkungen beim Einzelnen, wenn er sich in einer Gruppe befindet, wobei es vermehrt zu impulsiven und von der gesellschaftlichen Norm abweichenden Handlungen kommt. Das Individuum vollzieht somit in der Gruppe Handlungen, die es alleine nicht ausüben würde. Gewalttätige Ausschreitungen von Gruppen von Hooligans bei Fußballspielen können durch dieses Phänomen erklärt werden, auch die gewalttätige Bewegung des Ku Klux Klan wird so verständlicher. Die im Dezember 2003 aufgenommenen Bilder von Folterungen und Misshandlungen irakischer Gefangener im Abu-Ghuraib-Gefängnis zeugen von einer Deindividuation, wie Philip Zimbardo 1971 im Stanford-Prison-Experiment zeigen konnte.
Zimbardo definiert Deindividuation als einen Zustand, der sich auszeichnet durch:
- eine geschwächte Verhaltenskontrolle
- geschwächte rationale und normative Urteilsprozesse
- verringerte Bewertungsangst

und in der Folge
- eine gesteigerte Wahrscheinlichkeit, im Widerspruch mit Normen zu handeln.

## Bedingungen der Deindividuation
Anonymität: Robert Watson untersuchte 1973 das Verhalten von Kriegern gegenüber Kriegsgefangenen und stellte fest, dass Krieger, die mit Kriegsbemalung und somit anonymisiert in den Kampf zogen, signifikant öfter Kriegsgefangene töteten, verstümmelten oder folterten.
Rehm, Steinleitner und Lilli untersuchten 1987 den Einfluss der Anonymisierung durch Uniformen auf das Verantwortungsbewusstsein bzw. die Aggressivität und fanden auch hier deutlich aggressiveres Verhalten unter der anonymisierten Bedingung.
Verantwortungsdiffusion: Bezeichnet das Phänomen, dass bei jedem Zuschauer das Verantwortungsgefühl abnimmt, je mehr Zeugen es gibt. Wie die Deindividuation zu verringertem Verantwortungsgefühl führt, ist näher unter Faktoren der Deindividuation erläutert.
Gruppengröße: Brian Mullen analysierte 1986 60 Übergriffe von Ku-Klux-Klan-Anhängern auf Amerikaner mit afrikanischer Herkunft und stellte fest, dass die Ermordungen der Opfer umso brutaler und grausamer waren, je größer die Gruppe von Anhängern war. Die Deindividuation korreliert also positiv mit der Gruppengröße (Zimbardo, 1969).

## Zwei Faktoren der Deindividuation führen zu impulsivem Verhalten
Verringertes Verantwortungsgefühl
Die Wahrscheinlichkeit, in der Gruppe entdeckt zu werden und zur Rechenschaft gezogen werden zu können, ist sehr gering, daher sinkt das Verantwortungsbewusstsein des Individuums für die eigenen Handlungen. Durch die Bewusstmachung der eigenen Identität wird somit das Verantwortungsbewusstsein für die eigenen Handlungen wieder gestärkt. (Diener, 1980; Postmes & Spears, 1998; Zimbardo, 1970)
Stärkung der Gruppennorm
Deindividuation verstärkt das Festhalten an der Gruppennorm, diese kann von den Normen und Regeln anderer Gruppen abweichen. Es können aber auch die Normen der Gesellschaft sein, die stärker befolgt werden, wodurch Deindividuation nicht zwangsläufig zu aggressiverem und antisozialem Verhalten führen muss. Das gezeigte Verhalten ist von den in der Gruppe akzeptierten Normen abhängig.
(Gergen; Gergen & Barton, 1973; Johnson & Dowing, 1979)

## Historie
Bereits Scipio Sighele (1891) und Gustave LeBon (1895) postulierten, dass sich das Verhalten von Menschen in großen Gruppen verändert. 
Sigheles Interesse war kriminologischer Art. Er ging davon aus, dass der einzelne in der Masse sein Bewusstsein verändere und daher nur begrenzt für sein Handeln verantwortlich sei. 
Der Arzt und Soziologie Gustave LeBon interessierte sich mehr für die Prozesse, die für die Veränderung des Verhaltens verantwortlich sind, und postulierte, dass höhere psychische Prozesse in der Masse geschwächt und niedrigere gestärkt würden. Das Resultat sei, dass die Masse als Ganzes „dümmer“ sei als die Individuen im Durchschnitt.

## Neuere Theorien

### Das SIDE-Modell
Die globale Idee, dass in der Masse eine Entmenschlichung stattfände und daher das Aggressionspotenzial in Massen erhöht sei, wird in der modernen Sozialpsychologie nicht mehr vertreten. 
Ein neuerer Ansatz zur Erklärung der Deindividuation ist das social identity model of deindividuation effects (SIDE) von Reicher, Spears und Postmes, 1995. Im SIDE wird davon ausgegangen, dass Deindividuation eine Art von Depersonalisation im Sinne von Selbstkategorisierungsprozessen (Turner et al., 1987) ist. Die Selbstkategorisierungstheorie beinhaltet, dass das Selbst in hierarchischer Art kategorisiert ist und soziale Identitäten abhängig von den situativen und sozialen Bedingungen salient werden. Somit verhält sich ein Individuum in einer bestimmten Situation den Regeln der Gruppe entsprechend, in der es auftritt. Außerdem basiert das SIDE-Modell auf der Theorie der sozialen Identität, da Individuen sich über ihre Gruppenzugehörigkeit durch den sozialen Vergleich definieren, wenn eine Out-Group auftritt.
Es wird folgendermaßen argumentiert:
In einer Gruppe, mit der man sich identifiziert, finden Selbstkategorisierungsprozesse durch Vergleiche auf intergruppaler Ebene statt. Man vergleicht sich nicht selbst mit anderen Individuen (personelle Identität), sondern die Eigengruppe mit Fremdgruppen (soziale Identität). Dadurch wird die soziale Identität (Gruppenzugehörigkeit zu z. B. ethnischen Gruppen, Alters- und Berufsgruppen) salient. Das bedeutet, dass man sich selbst über die Zugehörigkeit zu der entsprechenden Gruppe und den Vergleich dieser Gruppe mit Fremdgruppen definiert. Daher wird das Verhalten stärker an Gruppennormen orientiert als an individuellen Normen. 
Die Folge ist, dass in der Gruppe kein Verhalten gefördert wird, das den Normen widerspricht, sondern schlicht andere Normen salient werden und das Verhalten beeinflussen (Minimal Group Paradigma). Somit kann es durch Deindividuation zu sozial reguliertem Verhalten kommen, diesen Anstieg des normativen Verhaltens zeigen viele Experimente bezüglich der Deindividuation. Neben dem Minimal Group Paradigma wurde auch die Computer-basierte Kommunikation bezüglich der daraus resultierenden Deindividuation als Erweiterung des SIDE-Modells untersucht. „Gruppendiskussionen anhand von Computern führen zu extremeren Meinungspolarisationen als Gruppendiskussionen, die nicht Computer gestützt durchgeführt werden.“ (Kiesler, Siegel & McGuire, 1984; Siegel et al., 1986) Die These, dass die Diskussion mittels Computer die Anonymität steigert, konnte belegt werden.

### Praktische Anwendung des SIDE-Modells
Diese Theorie des SIDE-Modells stimmt mit der Realität besser überein als die älteren Annahmen zu Masseneffekten, da nicht jede Gruppe per se aggressiv ist (man denke z. B. an eine Kirchenchorgruppe). Durch die Normen der Gruppe kann aggressives Verhalten sogar reduziert werden. Dies ist auch ein Ansatz der Sozialarbeit mit Vereins-Fangruppen, sie auf längere Sicht auf ein friedlicheres Verhalten zu programmieren, indem man mit ihnen als Gruppe veränderte soziale Regeln einübt.